# Црквина у Тутину
Црквина у Тутину је под заштитом Завода за заштиту споменика културе Краљево. С обзиром да представља значајну историјску грађевину, проглашена је непокретним културним добром Републике Србије.

## Историја
Остаци манастирског комплекса се налазе један километар јужно од Тутина изнад леве обале потока Видрењака. У народу је очувано веровање да су цркву подигли краљеви Драгутин и Милутин. Комплекс је истраживан у периоду од 1979. до 1982. у Археолошком институту Београд. Црква смештена на источној страни локалитета је једнобродна грађевина са апсидом на истоку. Припрата је нешто ужа од цркве и накнадно дозидана. На основу сличности са црквама рашке градитељске школе претпоставља се да је подигнута у другој половини 13. или првим деценијама 14. века. Монашки објекти су смештени на западној страни локалитета, а јужно и западно од цркве су откривени остаци зида који је затварао простор манастирског комплекса. Око манастирске цркве се од 13. до 15. века развијала некропола. Манастир је страдао у пожару крајем 17. века током аустријско-турских ратова. У централни регистар је уписан 15. јануара 1999. под бројем АН 127, а у регистар Завода за заштиту споменика културе Краљево 20. фебруара 1998. под бројем АН 25.